# هنري إتش هوستون
هنري إتش هوستون (بالإنجليزية: Henry H. Houston) هو شخصية أعمال أمريكي، ولد في 1 أكتوبر 1820، وتوفي في 21 يونيو 1895.

## معرض صور

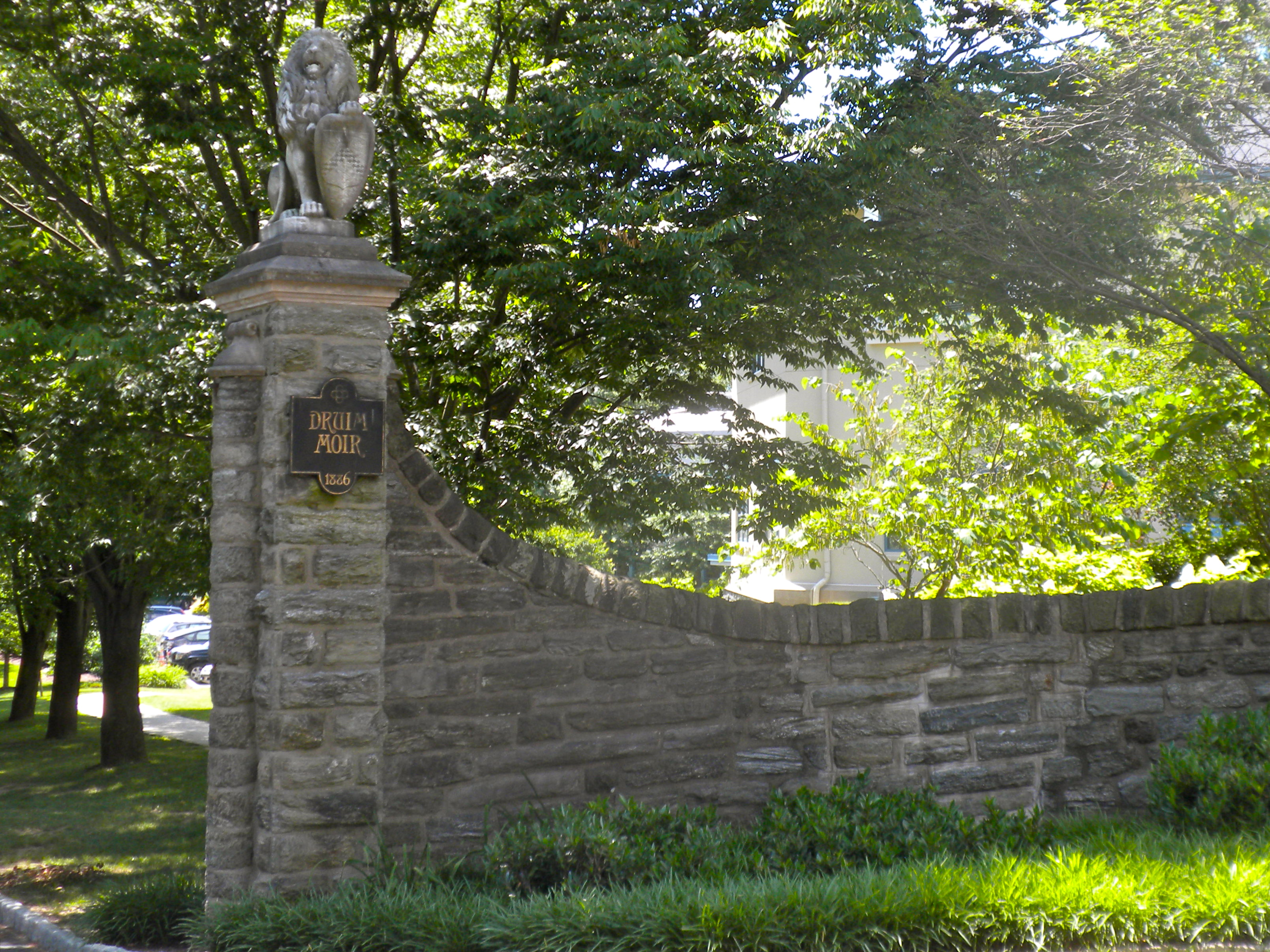
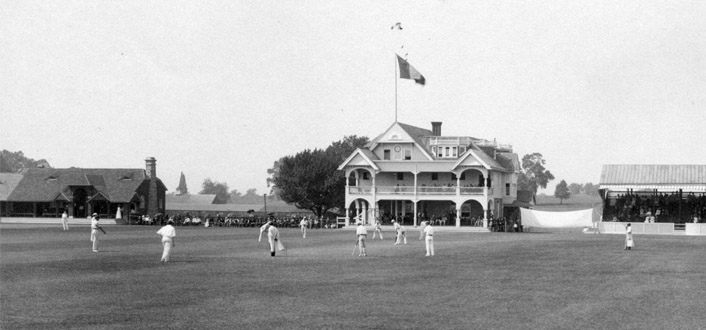
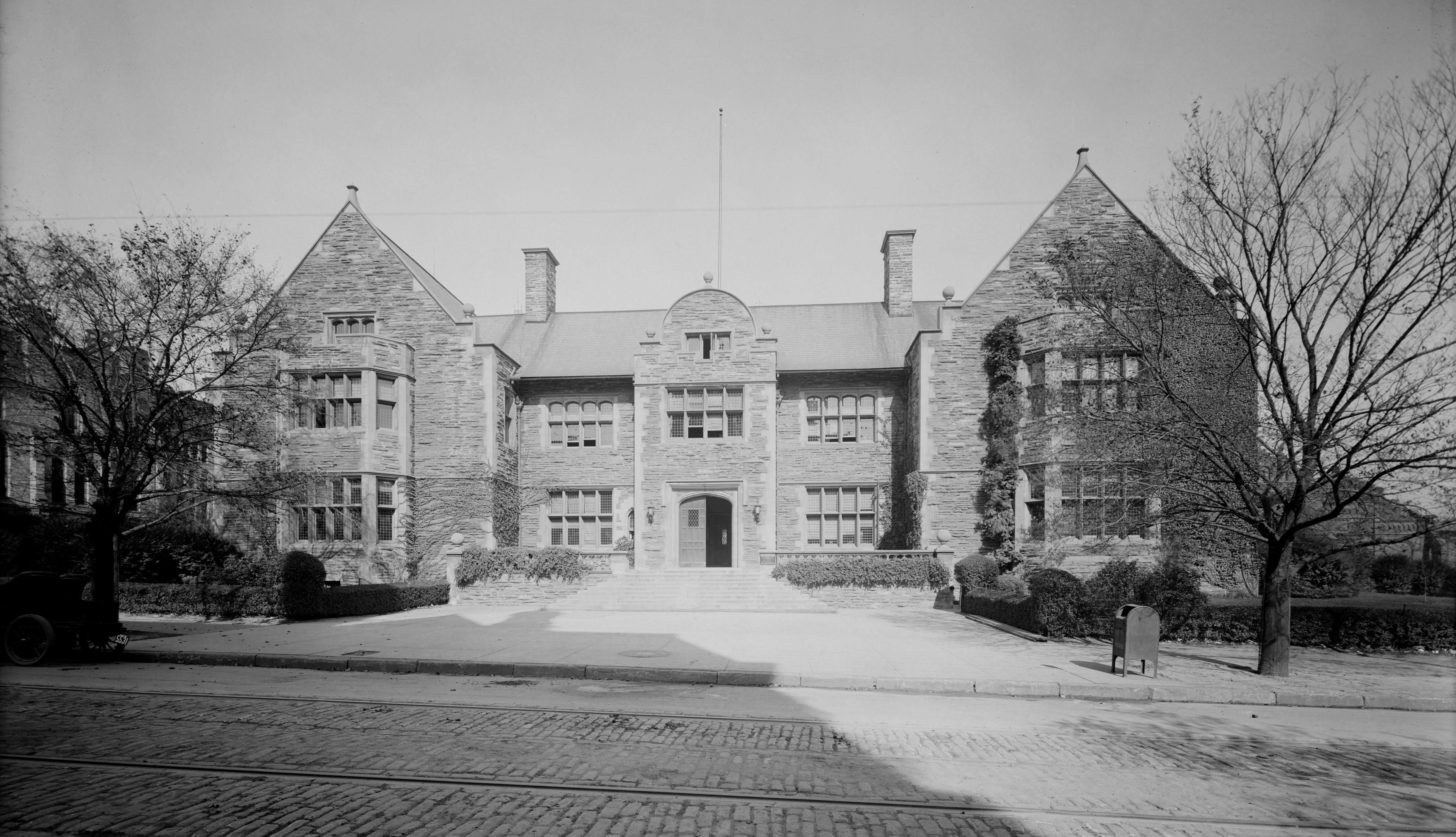
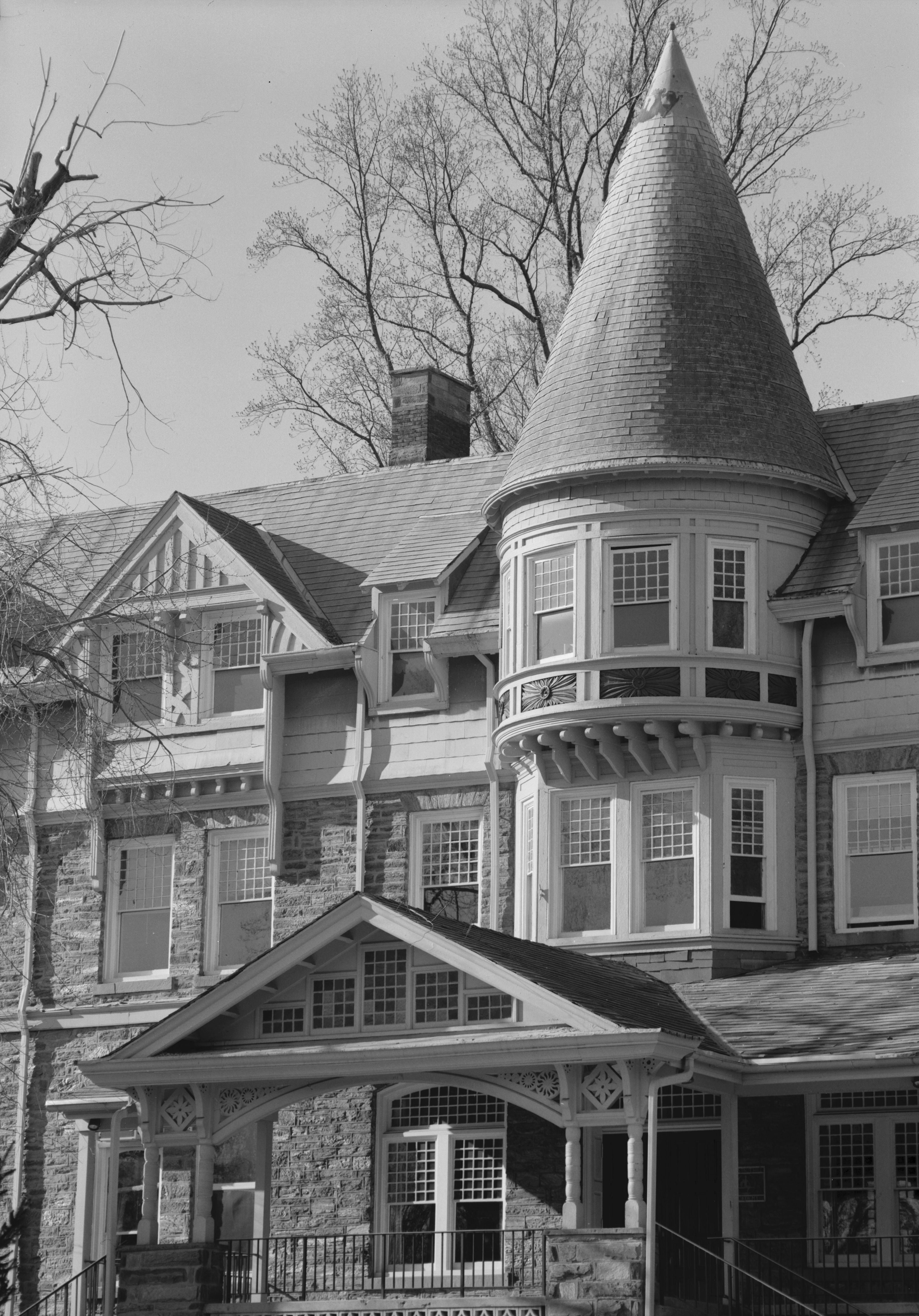